# Tubize
Tubize es un municipio belga perteneciente a la provincia de Brabante Valón, en la Región Valona.
A 1 de enero de 2019 tiene 26 233 habitantes.

## Geografía
Se sitúa en la carretera N6 que une Bruselas con Mons, formando conurbación con la ciudad flamenca de Halle. Por su ubicación geográfica, en el municipio existe una minoría de neerlandófonos que en su idioma llaman a la localidad "Tubeke".

### Secciones del municipio
El municipio comprende los antiguos municipios, que se fusionaron en 1977:
| - Tubize - Clabecq - Oisquercq - Saintes |

## Demografía

### Evolución
Todos los datos históricos relativos al actual municipio, el siguiente gráfico refleja su evolución demográfica, incluyendo municipios después de efectuada la fusión el 1 de enero de 1977.
| Gráfica de evolución demográfica de Tubize entre 1846 y 2020 |
|                                                              |

## Deporte
Es sede de un equipo de fútbol llamado AFC Tubize, que en 2009 llegó a jugar una temporada en la máxima categoría del país.